# Gladius (anatomia)

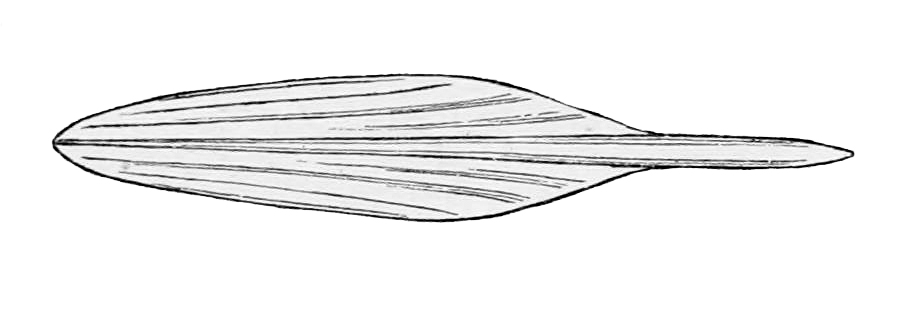
Gladius Histioteuthis reversa

Gladius, pióro (łac. gladius – miecz; l.mn. gladii) – anatomiczna struktura występująca u niektórych głowonogów (dziesięciornice, ośmiornice i wampirzyce z rodzaju Vampyroteuthis) w postaci długiej, chitynowej płytki o zróżnicowanym kształcie i rozmiarach, tworzącej część endoszkieletu. Jest położona wzdłuż ciała mięczaka, zawsze po stronie grzbietowej, pomiędzy płaszczem a trzewiami. Składa się z proostrakum, rachis (rhachis), blaszek i skrzydeł bocznych, stożka (conus) i rostrum. Gladius nazywany jest też muszlą wewnętrzną, ponieważ jest uważany za wewnętrzną pozostałość pierwotnie zewnętrznej muszli głowonogów.